# David Sandved
David Sandved, född 17 september 1912 i Sandnes, död 8 mars 2001, var en norsk arkitekt. Han drev eget arkitektkontor i Haugesund genom merparten av sin yrkesbana.

## Liv och gärning
David Sandved utexaminerades som arkitekt 1937 vid Norges tekniske høgskole i Trondheim. Han var allsidigt konstnärligt begåvad och försörjde sig under andra världskriget som pianist och rosemålare (norsk kurbitsmålning). Hans arkitektkontor hade många anställda. Sandved själv var en kulturpersonlighet och deltog aktivt i offentliga debatter om skilda ämnen.
Sandveds arkitektur utgår från en klassisk funktionalism som gradvis utvecklades i regionalistisk riktning med inslag av ornamentik. På 1950-talet blev han anhängare av antroposofi, vilket fick honom att föredra organiska former. Som hans huvudverk räknas Haugesund folkebibliotek från 1968.
Han var biologisk men inte juridisk far till målaren Odd Nerdrum.

## Bildgalleri

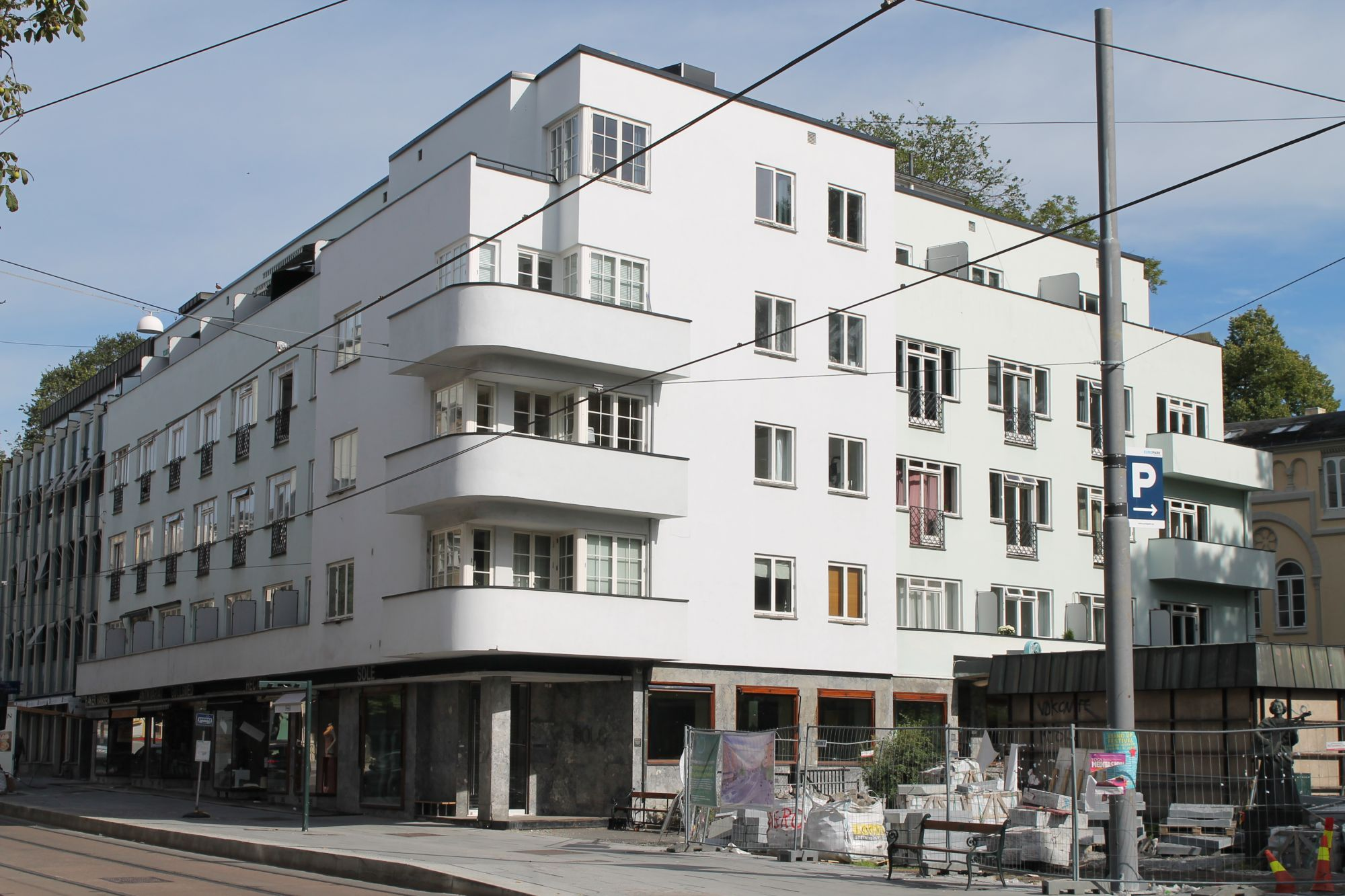
Oscars gate 19 i Oslo, 1939
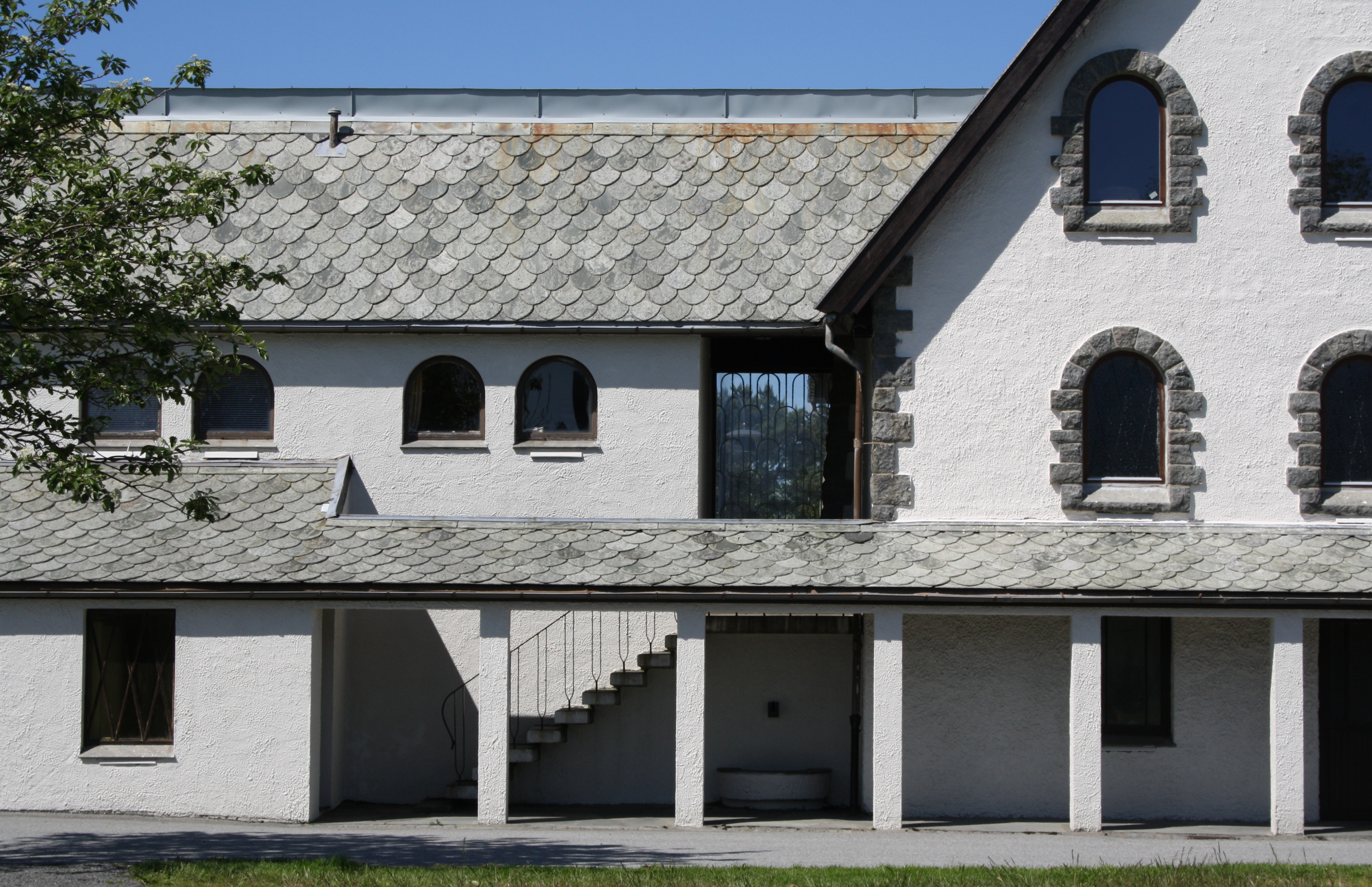
Krematoriet vid Vår Frelsers kapell i Haugesund, ritat 1955 och utfört 1968
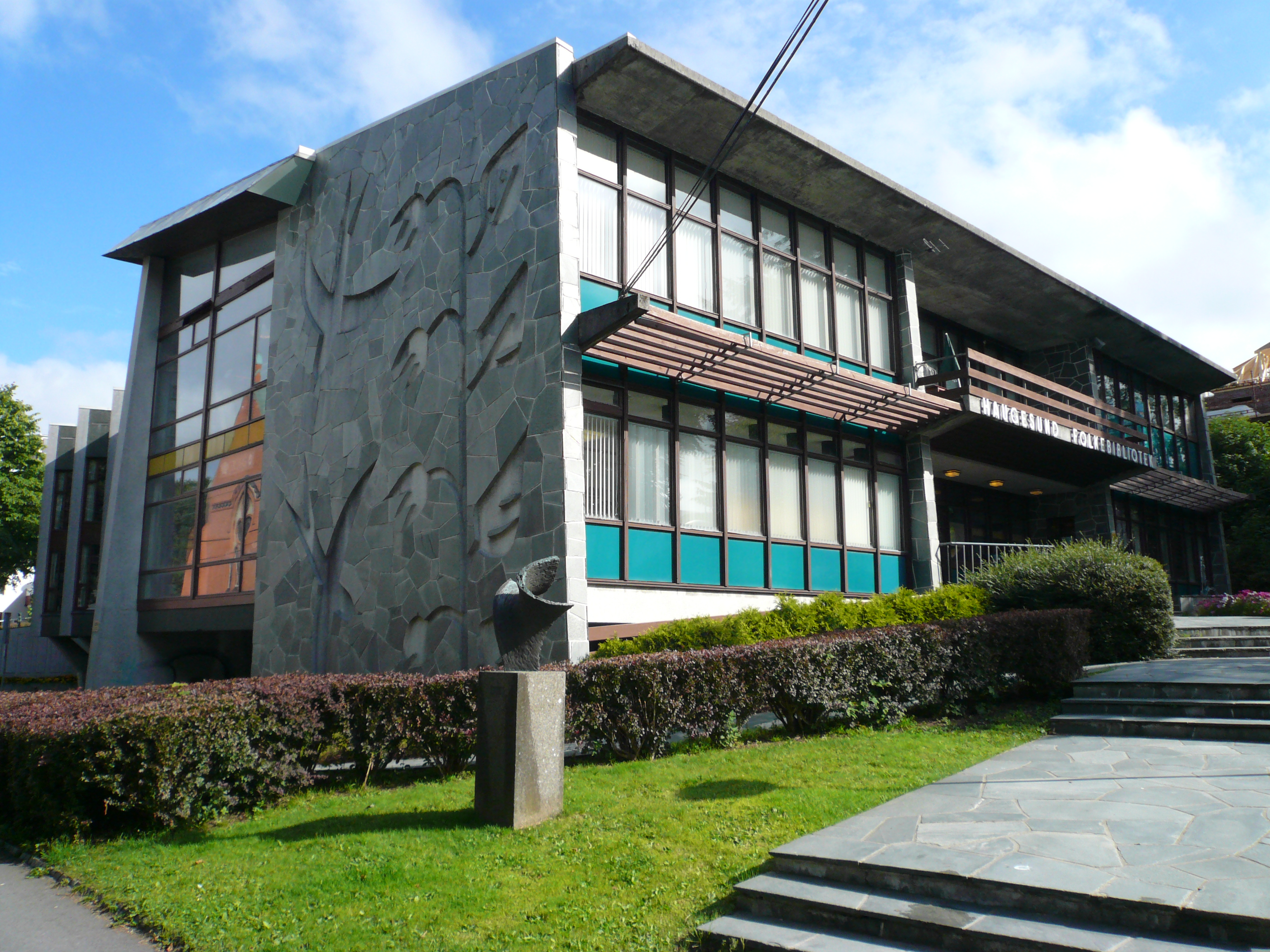
Haugesund folkebibliotek, 1968
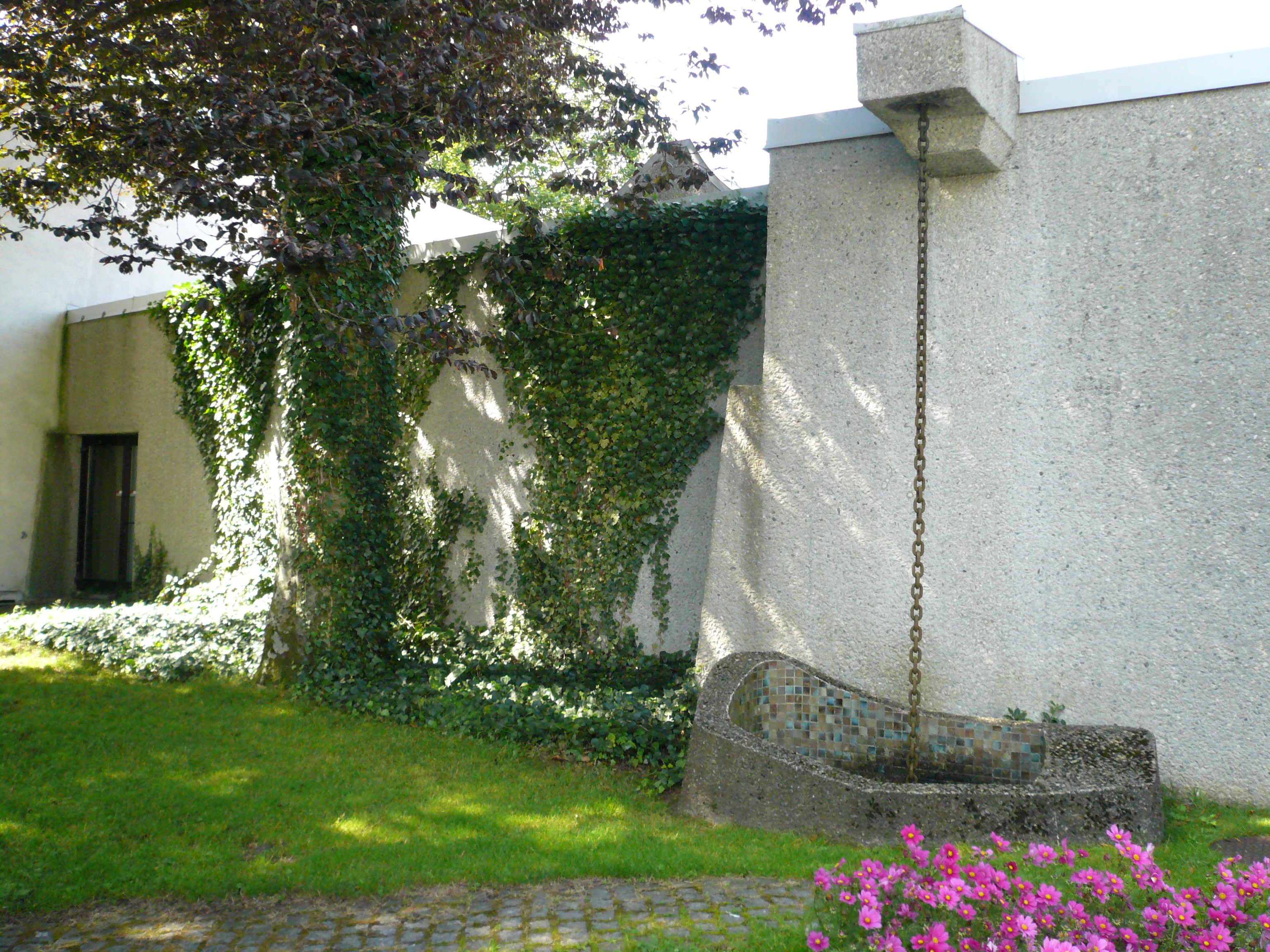
Haugesund Billedgalleri, 1978